# Solimano Baltoğlu
Solimano Baltoğlu, in turco: Süleyman Baltaoğlu (fl. XV secolo) è stato un ammiraglio ottomano di origine bulgara.

## Biografia

### Cronologia dell'Assedio di Costantinopoli
Governatore di Gallipoli, fu nominato da Maometto II Capitan Pascià nel 1451 in vista dell'Assedio di Costantinopoli. 
Solimano fu messo a capo di duecento da triremi e biremi dovendo riuscire a forzare la catena che sbarrava l'entrata del Corno d'Oro:
- il 9 aprile tentò una prima offensiva (che risultò inefficiente) e inviò una parte della flotta ad impadronirsi delle Isole dei Principi;
- il 12 aprile ricevette dei rinforzi e tentò di nuovo di forzare lo sbarramento del Corno d'Oro, ma la sua artiglieria non poté affondare nessuna nave nemica e dovette ritirarsi vista la superiorità tecnica dei cristiani;[2]
- il 20 aprile tentò un'ultima grande offensiva contro una flottiglia di tre navi genovesi ed una aragonese (o tre genovesi ed un trasporto imperiale bizantino), nonostante il tempo giocasse a sfavore degli ottomani. Solimano diede l'ordine di avanzare. L'arrembaggio fu reso impossibile poiché le basse navi ottomane non erano in grado di agganciare le grandi navi latine, perciò si passò ad uno scontro di artiglieria, che fu comunque a favore dei latini. Al tramonto si alzò un forte vento che permise al convoglio latino di rifugiarsi nel Corno d'oro. L'esito dello scontro (dove Solimano perse un occhio) fu catastrofico per gli ottomani. Solimano era sul punto di essere giustiziato, ma grazie agli altri ufficiali, che ne riconobbero il coraggio, fu graziato e solamente degradato;[3][4]

### Morte
Solimano riacquisì gradualmente i suoi titoli onorifici, ma morì in una battaglia nell'ambito delle guerre contro la Valacchia.
Altre fonti affermano che, dopo la battaglia scomparve e morì in miseria.